# L'ultimo faraone
L'ultimo faraone (Pharaoh) è un romanzo d'avventura a sfondo storico scritto da Wilbur Smith, sesto di una serie ambientata nella terra dei faraoni. Pubblicato nel 2016, è stato tradotto in italiano per l'editore Longanesi l'anno successivo.

## Trama
Dopo decenni da quando gli Hyksos hanno conquistato il delta egiziano, l'immortale eunuco Taita si trova adesso alle porte di Tebe, la capitale dell'Egitto, alla guida di un esercito egiziano devastato dalla morte in battaglia del vecchio Faraone Tamose (fu Memnone) e ora coinvolto in una battaglia decisiva per la sopravvivenza del reame. Nonostante la guida dell'eroico eunuco, la battaglia sembra priva di ogni speranza per gli Egiziani, ma improvvisamente appare un nuovo reggimento di guerrieri, che inizialmente paiono rinforzi per gli Hyksos e invece si rivelano essere Lacedemoni al servizio del loro re Hurotas, nuovo nome di Taras, antico amico di Taita, che rivede dopo trent'anni di assenza. Le forze lacedemoni aiutano gli egiziani, risollevati dall'arrivo dei nuovi alleati, a ribaltare le sorti della battaglia, distruggendo così gli hyksos che avevano dato per scontata la loro vittoria con la morte del Faraone. Dopo i festeggiamenti, Taita conduce Hurotas alla presenza di Utteric Turo, il nuovo Faraone d'Egitto e primogenito di Tamose, già di lui reggente in sua assenza nonostante una conoscenza a dir poco sgradita. Taita e Hurotas ottengono da lui il permesso di attaccare il Delta e distruggere Khamudi, auto-proclamatosi re degli Hyksos, così da concludere la guerra; la spedizione riesce, Avaris viene distrutta, e Khamudi e la sua stirpe vengono affogati nel Nilo dal primo all'ultimo.
Tutti tornano così nelle loro patrie: Hurotas e il suo colonnello Hui ritornano a Lacedemone, e Taita alla corte del Faraone Utteric. Inaspettatamente, però, l'eunuco viene accusato di alto tradimento e arrestato, e dopo due giorni di prigionia sotto Eneb il Terribile, viene portato al cospetto del Faraone, che lo accusa dell'uccisione di sua nonna Lostris, dell'assassinio della madre Saamorti, e del vergognoso trattamento subito dalle sue zie Bakhata e Tehuti, che sarebbero state rapite da Taras e Hui dopo la morte di Minosse di Creta (vedi Il dio del deserto); finite le sue accuse, Utteric fa confiscare tutti i suoi beni e lo esilia, nonostante volesse farlo morire tra atroci sofferenze. Taita viene così portato in mezzo alla folla, ma, nonostante all'inizio alcuni lo disprezzino, ben presto sempre più gente lo acclama come l'eroe che li ha sempre protetti. Tra loro c'è il compassionevole Weneg, il capitano delle guardie di Utteric che scorta Taita; questi lo porta fuori dall'Egitto prima che l'ira del Faraone si abbatta su di loro, e i due si dirigono verso quello che si rivela essere l'ammiraglia egiziana Memnone. La nave è capitanata da Ramses, secondogenito di Tamose, con cui Taita stringerà un'alleanza nata dall'odio in comune per Utteric, in quanto quest'ultimo aveva allontanato da tempo il fratello.
I tre raggiungono così Lacedemone, dove Taita si ricongiunge con Bakhata, Tehuti, Hui e Taras/Hurotas, e fa anche la conoscenza di Serrena, incantevole e intrepida figlia di Taras e Tehuti; Ramses s'innamora di quest'ultima, al punto da chiederle di sposarla. La squadra fa così di Lacedemone la loro roccaforte, mentre Utteric, saputo della fuga di Taita, mette una taglia sulla sua testa e manda Panmasi a svolgere l'incarico di catturarlo. Questi viene però facilmente sconfitto col suo esercito e catturato, e soltanto l'intervento di Serrena fa in modo che i prigionieri vengano risparmiati e rispediti in Egitto. Incominciano i preparativi per il matrimonio tra Serrena e Ramses, che si terrà tra due mesi, e intanto il consiglio capeggiato da Hurotas innalza Ramses come Faraone al posto del fratello Utteric. Sfortunatamente, viene fuori che Hurotas ha in precedenza offeso gravemente Artemide, in quanto ha dimenticato di darle omaggio, abbattuto le foreste per dar spazio alle vigne e scacciato o ucciso gli animali che rischiavano di distruggere le coltivazioni, tra cui dei cinghiali, creature predilette di Artemide; furiosa, la dea manda il cinghiale calidonio, la sua bestia più temibile, a devastare i vigneti del sovrano per insegnargli l'umiltà. Hurotas organizza così una spedizione fino ai monti del Taigeto, dove si trova il cinghiale, e intende abbatterlo da solo con Hui e Taita, ma Tehuti, Serrena e Ramses si ostinano a seguirli, con la promessa sposa che prende la spada azzurra posseduta un tempo da Tamose. La lotta che segue conferma però la ferocia e la mostruosità del cinghiale, e Hutoras stesso viene ferito gravemente, ma, grazie all'aiuto di Taita, Serrena usa la spada di turchese per uccidere il cinghiale. Finalmente, alcuni giorni dopo Serrena si sposa con Ramses, e i due si rinominano rispettivamente Serrena Cleopatra e Rameses.
Qualche tempo dopo il matrimonio, però, i due sposi scompaiono; Taita li cerca, e scopre il cadavere di Palmys, uno dei quattro figli di Hui e Bakhata. Ritrova poi Rameses, e i due notano delle impronte che riconducono a Panmasi, lo stesso che Serrena aveva fatto risparmiare; intuiscono così che egli, in segno di ingratitudine, ha rapito Serrena e l'abbia portata da Utteric. Ii loro sospetti vengono confermati da una lettera da parte di Utteric, che si vanta di aver fatto rapire Serrena dai suoi agenti, e propone uno scambio: la principessa verrà liberata e restituita sana e salva se, entro un mese, gli consegneranno una somma di trecento takh d'argento e le persone di Rameses e Taita. Volendo affrontare il tiranno in persona, l'eunuco, Rameses e Weneg raggiungono il porto di Gythium, lasciando tutti gli altri a Lacedemone, e raggiungono la bocca del Nilo, nel delta dell'Egitto; i primi due si infiltrano in seguito a Tebe per salvare Serrena, travestiti rispettivamente da un buffone maldestro e dal suo scarmigliato guardiano. Taita riesce a trovare Serrena nel Palazzo del Tormento e dell'Afflizione, da dove dovrà essere portata a Tebe, e le restituisce la spada turchese, che la principessa usa subito per decapitare Eneb; raggiunti Rameses e Weneg, i quattro eliminano tutte le altre guardie, quindi fondano la loro base nelle prigioni che ripuliscono al completo e ribattezzano nel Giardino delle Gioie. Dopo aver riunito anche gli altri prigionieri salvati, Taita e compagni decidono di far partire la spedizione, volta a riconquistare l'Egitto, da Sazzatu, a più di ottanta chilometri dal punto in cui il Nilo sfocia nel Mediterraneo. Dovendo affrontare quattromila uomini con soli quattrocento, i protagonisti contano di disilludere Utteric, tuttora convinto che Serrena sia ancora prigioniera; così, Taita, Rameses e Serrena si intrufolano nella città, sempre travestiti, e vedono il caos generale per i preparativi della guerra che Utteric sta per "condurre" contro i ribelli: quest'ultimo inizia a uccidere quanti cerchino di opporglisi, e fa giustiziare tra gli altri il vecchio Irus (un personaggio aiutante dei protagonisti nei libri precedenti), dopo che un suo sosia viene ucciso di fronte alla folla per farle credere che sia immortale.
Taita ordisce così un piano: Hurotas attaccherà Abu Naskos, la nuova capitale settentrionale di Utteric da lui scelta dopo la distruzione di Avaris; poi Taita approfitterà dell'assenza di Utteric da Tebe per difendere Abu Naskos e guiderà un attacco contro i suoi lealisti a Tebe, accertandosi però che il nemico abbia prima percorso buona parte del tragitto verso nord. Trascorsi alcuni giorni, Taita e i suoi uomini attaccano Tebe di notte, e sterminano la guarnigione di Panmasi; quest'ultimo fugge per Abu Naskos per ricongiungersi a Utteric, ma Taita e compagni arrivano a stanarlo fin nei pressi del fiume Sattakin, e nella battaglia seguente Panmasi viene ferito mortalmente da Serrena e ucciso definitivamente da Taita. I quattro raggiungono finalmente Hutoras e Tehuti vicino alla riva del fiume Sattakin, sulla quale, giorno dopo giorno, il loro esercito si sta radunando con tutti i suoi rinforzi; alla fine l'intera coalizione pro-Rameses assedia Abu Naskos tramite una galleria, e, dopo che il suo esercito risale i vari piani della fortezza, Taita affronta quello che si rivela essere un altro sosia di Utteric, come l'eunuco riesce a constatare soltanto dopo averlo ucciso, mentre il vero Utteric riesce di nuovo a fuggire coi suoi carri.
Determinato a catturare vivo il Faraone, Taita va con Serrena e Weneg a Tebe, riuscendo ad arrivarvi prima di lui. I tre però scoprono che Utteric ha saputo del loro arrivo e si sta ora dirigendo dagli shushukan: si tratta di una tribù di centinaia di migliaia di reietti che vivono in un lebbrosario situato nel minuscolo villaggio di Ghadaka, ai margini della civiltà o di qualsivoglia controllo, e sono capeggiati da Utteric in persona, da loro chiamato "l'uomo dalle cinquanta facce". Taita e Serrena raggiungono il lebbrosario, dove portano del cibo che usano come stratagemma per attirare Utteric: nella confusione che ne segue, Taita pugnala mortalmente il Faraone, la cui testa viene troncata e destinata a ornare l'ingresso del Giardino della Gioia, accanto a quella di Eneb. Dopo aver risollevato i lebbrosi colpiti dalla follia di Utteric, i due tornano a Tebe trionfanti: Taita viene nominato visir dal Faraone Rameses, il quale, sei mesi dopo, viene incoronato come sovrano d'Egitto insieme a Cleopatra.

## Personaggi
- Taita di Gallala: protagonista della serie, un eunuco che, nonostante l'avanzata età biologica, si mantiene fisicamente giovane.
- Ramses: secondogenito di Tamose e aspirante Faraone d'Egitto, egli e Taita si aiuteranno a vicenda.
- Zaras: amico di Taita, ora re di Lacedemone, col nuovo nome di Hurotas. Adesso ha una figlia, avuta dall'unione con la moglie Tehuti, sorella di Tamose. Rivede l'antico amico dopo trent'anni dagli eventi de Il dio del deserto.
- Tehuti: primogenita di Lostris e Tanus, anch'ella presunta figlia del Faraone Mamose, ora moglie di Zaras.
- Serrena: incantevole figlia di Taras e Tehuti, ottima musicista e ballerina, ma anche molto abile con l'arco, al pari della madre. Si innamorerà ricambiata di Ramses, e diventerà Cleopatra.
- Hui: altro amico di Taita, che accompagna i lacedemoni di Taras/Hutoras. Dall'unione con la principessa Bakhata, altra sorella di Tamose, sono nati quattro figli maschi: Huisson, Sostratus, Palmys e Leo.
- Bakhata: secondogenita femmina di Lostris e Tanus, anch'ella presunta figlia del Faraone Mamose, e ora moglie di Hui.
- Utteric Turo: Faraone d'Egitto, primogenito di Tamose e principale antagonista del libro. Nonostante i suoi trentacinque anni, si comporta come un bambino, ama circondarsi di fanciulle ed eunuchi e non è avvezzo alla compagnia di basso rango e ai rozzi comportamenti.
- Weneg: giovane capitano delle guardie al seguito del Faraone Utteric, si allea però con Taita. Sfoggia l'Oro del Valore, la collana che rappresenta la più alta onorificenza militare dell'Egitto.
- Eneb: detto il Terribile, è il carceriere di Taita e possiede un fratello maggiore di nome Gambio. È molto fedele a Utteric, e, nonostante il suo al contrario significhi "Bene", egli è un essere assai crudele che gode nell'infliggere ai carcerati le peggiori sofferenze.

## Edizioni
- Wilbur Smith, L'ultimo faraone, traduzione di Sara Caraffini, Longanesi, 3 aprile 2017,  p. 482, ISBN 978-88-304-3873-6.
- Wilbur Smith, L'ultimo faraone, traduzione di Sara Caraffini, tascabile, SuperTEA, Longanesi, 24 gennaio 2019,  p. 482, ISBN 978-88-502-5347-0.
- Wilbur Smith, L'ultimo faraone, traduzione di Sara Caraffini, tascabile, I Maestri dell'Avventura, TEA, febbraio 2020,  p. 482, ISBN 978-88-502-5643-3.
- Wilbur Smith, L'ultimo faraone, traduzione di Sara Caraffini, tascabile, TEA, 25 marzo 2021,  p. 484, ISBN 978-88-502-5972-4.